# Kanton Villerupt
Kanton Villerupt (fr. Canton de Villerupt) je francouzský kanton v departementu Meurthe-et-Moselle v regionu Lotrinsko. Tvoří ho 14 obcí.
Před reformou kantonů 2014 ho tvořilo 12 obcí.

## Obce kantonu
od roku 2015:
- Bréhain-la-Ville
- Crusnes
- Errouville
- Fillières
- Hussigny-Godbrange
- Laix
- Longlaville
- Morfontaine
- Saulnes
- Serrouville
- Thil
- Tiercelet
- Villers-la-Montagne
- Villerupt

před rokem 2015:
- Baslieux
- Bazailles
- Boismont
- Bréhain-la-Ville
- Fillières
- Laix
- Morfontaine
- Thil
- Tiercelet
- Ville-au-Montois
- Villers-la-Montagne
- Villerupt